# Bastien Vergnes-Taillefer
Pour les articles homonymes, voir Vergnes et Taillefer.

a Compétitions nationales et continentales officielles uniquement.

b Matchs officiels uniquement.
Dernière mise à jour le 15 juillet 2025.
Bastien Vergnes-Taillefer, né le 13 juin 1997, est un joueur international français de rugby à XV évoluant aux postes de Troisième ligne aile et de troisième ligne centre. 
Il remporte la Champions Cup avec l'Union Bordeaux Bègles en 2025.

## Biographie
Formé au SA Auterivain puis à Colomiers Rugby, où il évolue pendant trois saisons en Pro D2, Bastien Vergnes-Taillefer intègre le Top 14 pour la saison 2021-2022 en étant recruté pour trois ans par l'Union Bordeaux Bègles,,. Il entre en jeu dès le premier match de la saison et est titulaire au troisième.
En octobre 2022, il est convoqué pour la première fois en équipe de France afin de préparer les test matchs d'automne.
Le 28 juin 2024, il est titulaire en finale du Top 14 face au Stade toulousain. Les Bordelais ne parviennent pas à inquiéter les Toulousains et s'inclinent sur le large score de 59 à 3.
Le 24 mai 2025, il est remplaçant en finale de la Champions Cup au Millennium Stadium de Cardiff face aux Northampton Saints et entre à la 69e minute à la place de Peter Samu. Les Bordelo-Bèglais s'imposent 28 à 20 face aux Anglais et remportent ainsi le premier titre de l'histoire du club.
Lors de l'été 2025, il est retenu pour la tournée du XV de France en Nouvelle-Zélande. Le 12 juillet, il honore officiellement sa première sélection face aux All Blacks lors du deuxième match de la tournée à Wellington.

## Statistiques en équipe nationale
Au 15 juillet 2025, Bastien Vergnes-Taillefer compte 1 cape en équipe de France, dont 0 en tant que titulaire, depuis le 12 juillet 2025 contre la Nouvelle-Zélande.
| Année | Compétition | Matchs | Points | Essais |
| ----- | ----------- | ------ | ------ | ------ |
| 2025  | Test matchs | 1      | 0      | 0      |
| Total | Total       | 1      | 0      | 0      |

## Palmarès
- Finaliste du Championnat de France en 2024 et 2025 avec l'Union Bordeaux Bègles.
- Vainqueur de la Champions Cup en 2025 avec l'Union Bordeaux Bègles.